# Irene Hauser
Irene Hauser (geboren 1. April 1924 als Irene Leitgeber in Berlin; gestorben in den 2010er Jahren in Wandlitz) war eine deutsche Naturwissenschaftlerin, die an der Entwicklung der Hochenergiephysik in der DDR wesentlich beteiligt war.
Sie hatte von 1971 bis 1984 eine Professur am Akademie-Institut für Optik und Spektroskopie in Berlin-Adlershof inne. Nach ihrer Emeritierung vermittelte sie in Vorträgen und populärwissenschaftlichen Veröffentlichungen ihr Wissen an nachfolgende Generationen. Sie war mit Oskar Hauser verheiratet.

## Leben

### Kindheit, Jugend, Lehre und erste fachliche Tätigkeit
Irene Hauser wurde 1924 in Berlin geboren. Ihr Vater war Kaufmann und interessierte sich für Musik und Sprachen.
Nach dem Realschulabschluss absolvierte Irene Leitgeber eine Lehrausbildung als physikalisch-technische Assistentin im Forschungsinstitut der AEG in Berlin-Reinickendorf. Sie interessierte sich besonders für physikalische und technische Versuche.
Nach dem erfolgreichen Abschluss wurde sie dort bis zur Auflösung der Einrichtung (nach einer kriegsbedingten zeitweiligen Verlegung) 1945 beschäftigt. Hier lernte sie Oskar Hauser kennen, der an diesem Institut während seines Berlin-Aufenthaltes ebenfalls angestellt worden war. Weil Oskar Halbjude war und die Institutsleitung den Umgang der deutschen Angestellten mit diesen Personen unterbinden wollte, drohte ihr ein höherer Mitarbeiter und Mitglied der NSDAP, er werde sie ins KZ bringen, wenn sie die Kontakte zu Oskar nicht einstellte.
Durch die Verlegung der Forschungsabteilung nach Weißwasser, wohin Irene folgte, während Oskar Hauser in Berlin blieb, kam es danach nur zu konspirativen Treffen an verschiedenen Orten entlang der Bahnstrecke Berlin–Weißwasser. Die politischen Auffassungen von Oskar Hauser machte sich Irene im Laufe der Zeit zu eigen und begann sich auch selbstständig mit den Grundfragen des Sozialismus, dem Verhältnis zur Sowjetunion und Überlegungen zur Entwicklung nach dem Krieg zu befassen.
Gleich nach Kriegsende 1945 heirateten beide.

### Politischer Werdegang
Die Erfahrungen des Dritten Reiches, die Liebe zu ihrem späteren Mann, die Folgen des Zweiten Weltkriegs sowie die familiären Kontakte zu ihrem Schwager Harald Hauser und dem Schwiegervater Wilhelm Hauser führten zu dem Entschluss, kurze Zeit nach Ende des Krieges, zusammen mit ihrem Mann Oskar, in die KPD einzutreten. Tatkräftig arbeitete sie in den Studentenvertretungen, in den Hochschuleinrichtungen und in der SED, um am Aufbau eines besseren deutschen Heimatlandes mitzuwirken.

### Studium und Übernahme höherer fachlicher Aufgaben
Gemeinsam nahmen die Hausers nach dem überstandenen Weltkrieg nun ein Studium der Physik an der Humboldt-Universität zu Berlin auf.
Im Jahr 1952 erwarb Irene Hauser im damaligen II. Physikalischen Institut, zur gleichen Zeit wie Karl Lanius, mit der Arbeit Aspekte der Kernemulsion ihr Diplom. Ernst Nieckisch war ihr Diplomvater. Danach konnte sie als Physikerin weiter in diesem Institut unter der Leitung von Robert Rompe arbeiten. Sie sollte schließlich als eine der ersten wissenschaftlichen Hilfskräfte – zusammen mit Karl Lanius und Karl Friedrich Alexander – im Institut für Atom- und Kernphysik in Miersdorf (später eingemeindet nach Zeuthen) tätig werden, was auf Grund einer Krankheit erst im Frühjahr 1953 möglich wurde. Die Einrichtung in Zeuthen erhielt bald den Namen Institut für Hochenergiephysik (nach der Wende DESY Zeuthen).
Hauser und ihr Mann interessierten sich stark für Kernphysik. Die Forschung in diesem Bereich war in der Nachkriegszeit an den Universitäten in der DDR von sowjetischer Seite zunächst verboten. Deswegen gingen sie in den sehr nahe liegenden Bereich Kosmische Strahlung. Ab 1955 beteiligte sich ihr Mann am Aufbau des Akademie-Zentrums für Kernforschung Rossendorf bei Dresden, beide wechselten nach Dresden. Hier beschäftigte sich Irene Hauser mit dem Nachweis von Elementarteilchen der Höhenstrahlung mit Hilfe von Kernspuremulsionen, die mittels Ballonaufstiegen gewonnen wurden. Ergänzt wurden die Arbeiten durch ihre Mitarbeit bei der Entwicklung eines Massenspektrometers, den Bau von Nebelkammern und Zählrohren, den Aufstieg von Mess-Ballonen und weiteren Tätigkeiten vor allem organisatorischer Art.
Mit der Forschungsarbeit eng verbunden war die Zusammenarbeit mit gleich gearteten Forschungseinrichtungen im Ausland, insbesondere der Sowjetunion, zu denen sich ein enger Kontakt entwickelte. Irene Hauser lernte unter anderem die Forscher und die technisch-wissenschaftlichen Einrichtungen im sowjetischen Kernforschungsinstitut Dubna kennen. Auch international wurden die DDR-Wissenschaftler geachtet, so dass Irene Hauser 1958 zur Teilnahme am Zweiten Physikalischen Kolloquium über Korpuskularfotografie in Montreal, Kanada, delegiert wurde. Das Interesse der dortigen Medien war groß; die Zeitung Montreal Star brachte unter der Überschrift «Women Scientists live ideally in E. Germany» eine Reportage nach einem Interview mit ihr.
1958 wurde Irene Hauser mit der Arbeit Zum Übergangseffekt der neutronenauslösenden Komponente der kosmischen Strahlung in Blei in 2600 m Höhe promoviert. Sie arbeitete von 1958 bis 1968 im Akademie-Zentrum. 1968 wechselte sie an das Akademie-Institut für Optik und Spektroskopie in Berlin-Adlershof. Dort forschte sie im Bereich der Hochenergie- und Kernphysik und war Expertin für kosmische Höhenstrahlung. Im Jahr 1971 wurde sie zur ordentlichen Professorin berufen. 1972 wurde sie Bereichsleiterin und ging ins Wissenschaftsmanagement, womit sie ihre wissenschaftliche Forschung beendete. Sie wurde 1984 emeritiert.
Im Jahr 1967 zog das Ehepaar Hauser gemeinsam wieder nach Berlin. Irene Hauser wurde als Leiterin des 2. Physikalischen Instituts an die Humboldt-Universität berufen. Die in der Folge durchgeführte Hochschul-Reform der DDR fasste die Physikalischen Institute in der Sektion Physik zusammen, wo Irene Hauser dann bis zum Jahr 1982 weiter als Hochschullehrerin tätig war. Danach wurde sie emeritiert.

### Privates
Am 3. Mai 1945 heiratete Irene ihren langjährigen Freund Oskar Hauser. Am 14. Juni 1949 wurde ihr Sohn André Hauser geboren, der später Chemiker wurde. Ein zweites Kind verstarb in jungen Jahren.
Seit 1999 lebten die Hausers in dem von Wilhelm Hauser in Wandlitz errichteten Wohnhaus. Dort blieben sie bis zu ihrem Tod wohnen.

## Veröffentlichungen (Auswahl)
- Atomkern, Atomenergie. Ins Deutsche übertragen vom Übersetzerkollektiv des II. Physikalischen Institutes der Humboldt-Universität Berlin unter der Leitung von Irene Hauser (= Große Sowjet-Enzyklopädie, Reihe Mathematik, Physik und Astronomie, Bd. 8), Teubner Verlag, Leipzig 1955.[11]
- Physikalische Abhandlungen aus der Sowjetunion. Bd. 7: Kosmische Strahlung, Redaktion d. dt. Übers.: Robert Rompe u. Irene Hauser; Folge 1; Verlag Geest & Portig 1956.[12]

## Sonstiges
In der Schweiz gibt es eine Namensvetterin, die einen ähnlichen Lebens- und Ausbildungsweg wie die Physikerin beschritt. Auch diese hatte während der Ausbildung ihren zukünftigen Mann kennengelernt und auch sie hat sich auf dem Feld der Technik (Vermessungsingenieurin) im Kreis von überwiegend männlichen Interessenten durchsetzen können. Sie arbeitete an bedeutenden Schweizer Verkehrsprojekten mit und wurde später Mathematik-Lehrerin in der Kantonalen Mittelschule Uri. – Die beiden Personen sind nicht miteinander verwandt.